# Bacescomysis atlantica
Bacescomysis atlantica is een aasgarnalensoort uit de familie van de Petalophthalmidae. De wetenschappelijke naam van de soort is voor het eerst geldig gepubliceerd in 1983 door Lagardère.